# Венесуэла на зимних Олимпийских играх 2002
Венесуэла принимала участие в Зимних Олимпийских играх 2002 года в Солт-Лейк-Сити (США) во второй раз за свою историю, но не завоевала ни одной медали. 
Сборную страны представляли четыре саночника — трое мужчин (Крис Хёгер, Вернер Хёгер и Хулио Сесар Камачо) и одна женщина (Ихиния Боккаландро). Спортсмены-мужчины заняли места в четвёртом десятке классификации, а спортсменка не смогла финишировать.